# The Voice of Germany/Staffel 14
Die 14. Staffel der Gesangs-Castingshow The Voice of Germany wurde vom 26. September bis zum 6. Dezember 2024 im Fernsehen ausgestrahlt. Sie wurde erneut von Thore Schölermann und Melissa Khalaj moderiert. Die Jury bestand aus Mark Forster, Yvonne Catterfeld, Samu Haber und erstmals Kamrad. Den Wettbewerb gewann Jennifer Lynn aus der Coachinggruppe von Samu Haber.

## Erste Phase: Die Blind Auditions
Die Castings zur 14. Staffel fanden im Frühling 2024 statt, wurden aber nicht im Fernsehen gezeigt. Die Blind Auditions wurden vom 6. bis 10. Juni 2024 erneut im Studio Adlershof in Berlin aufgezeichnet und vom 26. September bis 18. Oktober in acht Fernsehsendungen ausgestrahlt. Alle aufgezeichneten Folgen wurden bereits vor ihrer Fernsehausstrahlung beim kostenpflichtigen Subscription-Video-on-Demand-Angebot des Streamingdienst-Anbieters Joyn Plus+ veröffentlicht.
Wie im Vorjahr konnte jeder Coach dreimal, wenn er seinen Knopf für einen Kandidaten drückte, gleichzeitig einen der anderen Coaches blockieren, solange dieser seinen Knopf noch nicht gedrückt hatte. Tat der blockierte Coach dies, durfte der betreffende Kandidat ihn nicht auswählen. Drückte der blockierte Coach seinen Knopf nicht, zählte der „Block“ als nicht verbraucht. Pro Kandidat war nur ein „Block“ möglich, nämlich der zuerst eingesetzte. Alle ihre drei „Blocks“ verbraucht hatten Haber und Catterfeld nach fünf Folgen, Forster nach sieben und Kamrad nach acht Folgen. Catterfeld wurde sechsmal erfolgreich blockiert, Forster, Kamrad und Haber je zweimal.
24 Kandidaten erhielten alle vier Jurystimmen. Von diesen entschieden sich sieben für Kamrad, sechs für Catterfeld, sechs für Haber und fünf für Forster als Coach.
Farblegende
| Folge   | Die Coaches und ihre Kandidaten                         | Die Coaches und ihre Kandidaten                                         | Die Coaches und ihre Kandidaten               | Die Coaches und ihre Kandidaten                                   |
| Folge   | Mark Forster                                            | Yvonne Catterfeld                                                       | Kamrad                                        | Samu Haber                                                        |
| ------- | ------------------------------------------------------- | ----------------------------------------------------------------------- | --------------------------------------------- | ----------------------------------------------------------------- |
| 01      | Marlene Bellissimo Anna Lena Lubes                      | Verena de la Caridad Voigt Linares Sebastian Zappel Maurice Allen Lee 2 | Anil Yildirim 1 Biggi Käfer                   | Kaya Wiemers                                                      |
| 02      | Cecile Centeno Jenny Hohlbauch Kai-Olaf Stehrenberg     | Gabriela Kyeremateng Gabriel Alvarez Perez                              | René Schlothauer Pasquale und Michele Tibello | Iman Rashay                                                       |
| 03      | Kathrin German                                          | Elijas Karlsson 3 Gian Carlos Navea                                     | Pino Severino Alexandra Kwast                 | Yukita Selina Hartel Chris Chalmer                                |
| 04      | Marius Müller Sarah Knöbl                               | Jason Klees Kadischa Weiß                                               | Fabio Faganello Ingrid Arthur 6               | Jennifer Lynn Pascal Bucherer-Klingler 4 Corinna „Nini“ Feil 5    |
| 05      | Marco Schumertl 4 Tim Schaefer Gina Bulach 3            | Alina Jany 7 Brendan Osborne Karl Wörner                                | Nico Klemm Duo Deluxe                         | Toni Lautenschläger                                               |
| 06      | Jacqueline Haider                                       | Celina „Ginger“ Lücke Anima Beka                                        | Sascha Steitz Marc Phillips                   | Petter Bjällö Scorpion Emily Rose König 5                         |
| 07      | Elias Zobeley 8 Pana Petersdorff Lukas „Bruce“ Wohllaib |                                                                         | Hannes Volz Mirija „Miri“ Bond Ares Arlena    | Loulia Esteves Jakob Trcka                                        |
| 08      | Steffani Seven Shalu Chisenga                           | Jeanette Teloh Jan Becker                                               | Gonçalo Martins Santana 6                     | Anastasia Trautwein Katrin Sperling Niklas Gajzler Raphael Merlin |
| Gesamt: | 17                                                      | 16                                                                      | 17                                            | 18                                                                |

## Zweite Phase: Die Battles
Die Battles wurden vom 7. bis 8. Juli 2024 in Berlin aufgezeichnet und vom 24. Oktober bis 1. November 2024 in vier Fernsehsendungen ausgestrahlt.
In der 18 Kandidaten umfassenden Gruppe von Haber fanden sechs Eins-gegen-Eins-Duelle und zwei Dreier-Battles statt. In Catterfelds Gruppe trugen die 16 Kandidaten acht Eins-gegen-Eins-Duelle aus. In den 17 Kandidaten umfassenden Gruppen von Forster und Kamrad fanden jeweils sieben Eins-gegen-Eins-Duelle und ein Dreier-Battle statt. Jeder Coach konnte beliebig viele Kandidaten jedes Battles in die nächste Phase wählen; doch jede Coachinggruppe musste nach der Battles-Phase aus neun Teilnehmern bestehen.
Forster sorgte für ein Novum, indem er die Entscheidung für seine beiden letzten Battles zusammen verkündete.
| Folge | Coach             | Battle | Weitergewählte Kandidaten          | Weitergewählte Kandidaten    | Song                                                                        | Unterlegene Kandidaten | Unterlegene Kandidaten   |
| ----- | ----------------- | ------ | ---------------------------------- | ---------------------------- | --------------------------------------------------------------------------- | ---------------------- | ------------------------ |
| 09    | Yvonne Catterfeld | 1      | Verena de la Caridad Voigt Linares | Gabriela Kyeremateng         | Lose Control von Teddy Swims                                                | ---                    | ---                      |
| 09    | Mark Forster      | 2      | Marco Schumertl                    | Marco Schumertl              | 1000 und 1 Nacht (Zoom!) von Klaus Lage                                     | Marius Müller          | Marius Müller            |
| 09    | Samu Haber        | 3      | Jennifer Lynn                      | Petter Bjällö                | Crying in the Rain von The Everly Brothers                                  | ---                    | ---                      |
| 09    | Kamrad            | 4      | Nico Klemm                         | Fabio Faganello              | Numb/Encore von Linkin Park und Jay-Z                                       | ---                    | ---                      |
| 09    | Yvonne Catterfeld | 5      | ---                                | ---                          | Mambo von Herbert Grönemeyer                                                | Karl Wörner            | Jan Becker               |
| 09    | Mark Forster      | 6      | Kathrin German                     | Anna Lena Lubes              | Stay von Shakespears Sister                                                 | Cecile Centeno         | Cecile Centeno           |
| 09    | Kamrad            | 7      | Pasquale und Michele Tibello       | Pasquale und Michele Tibello | Sarà perché ti amo von Ricchi e Poveri                                      | Duo Deluxe             | Duo Deluxe               |
| 09    | Samu Haber        | 8      | Iman Rashay                        | Chris Chalmer                | Psychosocial von Slipknot                                                   | Raphael Merlin         | Raphael Merlin           |
| 10    | Kamrad            | 9      | René Schlothauer                   | René Schlothauer             | You’re the Voice von John Farnham                                           | Biggi Käfer            | Biggi Käfer              |
| 10    | Mark Forster      | 10     | Steffani Seven                     | Kai-Olaf Stehrenberg         | … Baby One More Time von Britney Spears                                     | ---                    | ---                      |
| 10    | Yvonne Catterfeld | 11     | Alina Jany                         | Alina Jany                   | True Colors von Cyndi Lauper                                                | Jeanette Teloh         | Jeanette Teloh           |
| 10    | Samu Haber        | 12     | ---                                | ---                          | Belong Together von Mark Ambor                                              | Jakob Trcka            | Niklas Gajzler           |
| 10    | Kamrad            | 13     | Alexandra Kwast                    | Alexandra Kwast              | Sweet Dreams (Are Made of This) von Eurythmics                              | Mirija „Miri“ Bond     | Mirija „Miri“ Bond       |
| 10    | Mark Forster      | 14     | ---                                | ---                          | Hey von Andreas Bourani                                                     | Pana Petersdorff       | Sarah Knöbl              |
| 10    | Samu Haber        | 15     | Loulia Esteves                     | Corinna „Nini“ Feil          | Dark Horse von Katy Perry                                                   | ---                    | ---                      |
| 10    | Yvonne Catterfeld | 16     | Gian Carlos Navea                  | Gabriel Alvarez Perez        | I Won’t Give Up von Jason Mraz                                              | ---                    | ---                      |
| 11    | Samu Haber        | 17     | ---                                | ---                          | Forgive Me Friend von Smith & Thell featuring Swedish Jam Factory           | Katrin Sperling        | Pascal Bucherer-Klingler |
| 11    | Kamrad            | 18     | Pino Severino                      | Ares                         | Unholy von Sam Smith und Kim Petras                                         | ---                    | ---                      |
| 11    | Mark Forster      | 19     | Elias Zobeley                      | Elias Zobeley                | Wild World von Cat Stevens                                                  | Jacqueline Haider      | Jacqueline Haider        |
| 11    | Yvonne Catterfeld | 20     | ---                                | ---                          | Don't Let Me Be Misunderstood von Nina Simone                               | Brendan Osborne        | Celina „Ginger“ Lücke    |
| 11    | Samu Haber        | 21     | Emily Rose König                   | Scorpion                     | We Can’t Be Friends (Wait for Your Love) von Ariana Grande                  | ---                    | ---                      |
| 11    | Kamrad            | 22     | ---                                | ---                          | I Will Wait von Mumford & Sons                                              | Marc Phillips          | Hannes Volz              |
| 11    | Mark Forster      | 23     | Gina Bulach                        | Gina Bulach                  | My Love Is Your Love von Whitney Houston                                    | Shalu Chisenga         | Shalu Chisenga           |
| 11    | Yvonne Catterfeld | 24     | Jason Klees                        | Anima Beka                   | Give Me One Reason von Tracy Chapman                                        | ---                    | ---                      |
| 12    | Yvonne Catterfeld | 25     | Kadischa Weiß                      | Kadischa Weiß                | Valerie von The Zutons                                                      | Maurice Allen Lee      | Maurice Allen Lee        |
| 12    | Kamrad            | 26     | ---                                | ---                          | Ausmacht von Emilio                                                         | Anil Yildirim          | Sascha Steitz            |
| 12    | Mark Forster      | 27     | ---                                | ---                          | Where the Wild Roses Grow von Nick Cave and the Bad Seeds und Kylie Minogue | Marlene Bellissimo     | Lukas „Bruce“ Wohllaib   |
| 12    | Samu Haber        | 28     | ---                                | ---                          | Big Big World von Emilia                                                    | Kaya Wiemers           | Selina Hartel            |
| 12    | Yvonne Catterfeld | 29     | Sebastian Zappel                   | Sebastian Zappel             | Power Over Me von Dermot Kennedy                                            | Elijas Karlsson        | Elijas Karlsson          |
| 12    | Samu Haber        | 30     | Toni Lautenschläger                | Toni Lautenschläger          | Geile Zeit von Juli                                                         | Anastasia Trautwein    | Yukita                   |
| 12    | Mark Forster      | 31     | Jenny Hohlbauch                    | Tim Schaefer                 | Grüne Augen lügen nicht von Jeremias                                        | ---                    | ---                      |
| 12    | Kamrad            | 32     | Ingrid Arthur                      | Gonçalo Martins Santana      | With a Little Help from My Friends von The Beatles                          | Arlena                 | Arlena                   |

| Die Coaches und ihre Kandidaten nach den Battles                                                                                          | Die Coaches und ihre Kandidaten nach den Battles | Die Coaches und ihre Kandidaten nach den Battles                                                                                                  | Die Coaches und ihre Kandidaten nach den Battles                                                                                       |
| Mark Forster | Yvonne Catterfeld | Kamrad | Samu Haber |
| --- | --- | --- | --- |
| Marco Schumertl Kathrin German Anna Lena Lubes Steffani Seven Kai-Olaf Stehrenberg Elias Zobeley Gina Bulach Jenny Hohlbauch Tim Schaefer | Verena de la Caridad Voigt Linares Gabriela Kyeremateng Alina Jany Gian Carlos Navea Gabriel Alvarez Perez Jason Klees Anima Beka Kadischa Weiß Sebastian Zappel | Nico Klemm Fabio Faganello Pasquale und Michele Tibello René Schlothauer Alexandra Kwast Pino Severino Ares Ingrid Arthur Gonçalo Martins Santana | Jennifer Lynn Petter Bjällö Iman Rashay Chris Chalmer Loulia Esteves Corinna „Nini“ Feil Emily Rose König Scorpion Toni Lautenschläger |
| 9 | 9 | 9 | 9 |

## Dritte Phase: Die Teamfights
Die Teamfights wurden vom 27. bis 28. Juli 2024 in Berlin aufgezeichnet und vom 8. November bis 22. November 2024 in drei Fernsehsendungen ausgestrahlt. Wie im Vorjahr traten in jeder der drei Sendungen zwölf Kandidaten auf, drei aus jeder Coachinggruppe. Zunächst sangen nacheinander vier Teilnehmer, je einer pro Coachinggruppe, und nahmen auf einem von vier Hotseats genannten Stühlen Platz. Der fünfte Teilnehmer forderte einen dieser vier heraus; nach seinem Auftritt entschieden 99 im Saalpublikum sitzende ehemalige The-Voice-Teilnehmer, welcher der beiden auf den Hotseat durfte. Dieses Vorgehen wurde vom sechsten bis zum zwölften Kandidaten wiederholt. Die vier Teilnehmer, die am Schluss der Sendung auf den vier Hotseats saßen, kamen ins Halbfinale. Damit zogen aus den drei Durchgängen zwölf Kandidaten ins Halbfinale ein.
Farblegende
| Folge | Coach             | Auftritt | Kandidat                           | Song                                                           | Hotseat Nr. |
| ----- | ----------------- | -------- | ---------------------------------- | -------------------------------------------------------------- | ----------- |
| 13    | Yvonne Catterfeld | 1        | Anima Beka                         | If I Were a Boy von Beyoncé                                    | 1           |
| 13    | Kamrad            | 2        | René Schlothauer                   | Roxanne von The Police                                         | 2           |
| 13    | Mark Forster      | 3        | Gina Bulach                        | I See Red von Everybody Loves an Outlaw                        | 3           |
| 13    | Samu Haber        | 4        | Toni Lautenschläger                | Major Tom (völlig losgelöst) von Peter Schilling               | 4           |
| 13    | Yvonne Catterfeld | 5        | Alina Jany                         | Wings von Birdy                                                | 4           |
| 13    | Kamrad            | 6        | Pino Severino                      | Incomplete von Backstreet Boys                                 | 3           |
| 13    | Mark Forster      | 7        | Jenny Hohlbauch                    | Flugzeuge im Bauch von Herbert Grönemeyer                      | 4           |
| 13    | Samu Haber        | 8        | Jennifer Lynn                      | Angel von Sarah McLachlan                                      | 2           |
| 13    | Yvonne Catterfeld | 9        | Kadischa Weiß                      | Because You Loved Me von Céline Dion                           | 3           |
| 13    | Kamrad            | 10       | Ingrid Arthur                      | And I Am Telling You I’m Not Going von Jennifer Holliday       | 1           |
| 13    | Mark Forster      | 11       | Anna Lena Lubes                    | My Heart Will Go On von Céline Dion                            | 3           |
| 13    | Samu Haber        | 12       | Chris Chalmer                      | Blue (Da Ba Dee) von Eiffel 65                                 | 3           |
| 14    | Yvonne Catterfeld | 13       | Gabriel Alvarez Perez              | You Are the Reason von Calum Scott                             | 1           |
| 14    | Samu Haber        | 14       | Petter Bjällö                      | The NeverEnding Story von Limahl                               | 2           |
| 14    | Kamrad            | 15       | Pasquale und Michele Tibello       | Ti amo von Umberto Tozzi                                       | 3           |
| 14    | Mark Forster      | 16       | Kai-Olaf Stehrenberg               | She’s So High von Tal Bachman                                  | 4           |
| 14    | Yvonne Catterfeld | 17       | Verena de la Caridad Voigt Linares | I Put a Spell on You von Screamin’ Jay Hawkins                 | 2           |
| 14    | Samu Haber        | 18       | Emily Rose König                   | You Say von Lauren Daigle                                      | 1           |
| 14    | Kamrad            | 19       | Nico Klemm                         | Can’t Hold Us von Macklemore & Ryan Lewis featuring Ray Dalton | 4           |
| 14    | Mark Forster      | 20       | Elias Zobeley                      | Father and Son von Cat Stevens                                 | 3           |
| 14    | Yvonne Catterfeld | 21       | Gian Carlos Navea                  | Way Down We Go von Kaleo                                       | 3           |
| 14    | Samu Haber        | 22       | Scorpion                           | Beautiful von Christina Aguilera                               | 2           |
| 14    | Kamrad            | 23       | Fabio Faganello                    | So What von Pink                                               | 3           |
| 14    | Mark Forster      | 24       | Kathrin German                     | I Have Nothing von Whitney Houston                             | 2           |
| 15    | Samu Haber        | 25       | Loulia Esteves                     | La vie en rose von Édith Piaf                                  | 1           |
| 15    | Mark Forster      | 26       | Marco Schumertl                    | Kryptonite von 3 Doors Down                                    | 2           |
| 15    | Kamrad            | 27       | Ares                               | Eastside von Benny Blanco, Halsey und Khalid                   | 3           |
| 15    | Yvonne Catterfeld | 28       | Sebastian Zappel                   | To Love Someone von Benson Boone                               | 4           |
| 15    | Samu Haber        | 29       | Corinna „Nini“ Feil                | Nobody’s Perfect von Jessie J                                  | 3           |
| 15    | Mark Forster      | 30       | Tim Schaefer                       | Küssen kann man nicht alleine von Max Raabe                    | 3           |
| 15    | Kamrad            | 31       | Alexandra Kwast                    | Elastic Heart von Sia featuring The Weeknd und Diplo           | 2           |
| 15    | Yvonne Catterfeld | 32       | Jason Klees                        | Golden von Harry Styles                                        | 3           |
| 15    | Samu Haber        | 33       | Iman Rashay                        | The Code von Nemo                                              | 2           |
| 15    | Mark Forster      | 34       | Steffani Seven                     | The Best von Bonnie Tyler                                      | 3           |
| 15    | Kamrad            | 35       | Gonçalo Martins Santana            | You Give Me Something von James Morrison                       | 1           |
| 15    | Yvonne Catterfeld | 36       | Gabriela Kyeremateng               | I Look To You von Whitney Houston                              | 3           |

| Die Coaches und ihre Kandidaten nach den Teamfights | Die Coaches und ihre Kandidaten nach den Teamfights                   | Die Coaches und ihre Kandidaten nach den Teamfights | Die Coaches und ihre Kandidaten nach den Teamfights       |
| Mark Forster                                        | Yvonne Catterfeld                                                     | Kamrad                                              | Samu Haber                                                |
| --------------------------------------------------- | --------------------------------------------------------------------- | --------------------------------------------------- | --------------------------------------------------------- |
| Jenny Hohlbauch Kathrin German                      | Kadischa Weiß Gian Carlos Navea Sebastian Zappel Gabriela Kyeremateng | Ingrid Arthur Nico Klemm                            | Jennifer Lynn Emily Rose König Loulia Esteves Iman Rashay |
| 2                                                   | 4                                                                     | 2                                                   | 4                                                         |

## Vierte Phase: Die Liveshows
Wie in Staffel 12 und 13 fanden zwei Livesendungen statt, und zwar am 29. November und am 6. Dezember 2024 in Berlin. Alle Entscheidungen fielen per Televoting durch die Fernsehzuschauer. Von den zwölf aus den Teamfights qualifizierten Teilnehmern hatten zehn in den Blind Auditions alle vier Jurystimmen erhalten und Jenny Hohlbauch sowie Kadischa Weiß je zwei.

### Erste Liveshow (Halbfinale)
In der ersten Liveshow am 29. November 2024 kamen sechs der zwölf Kandidaten weiter. Jeder Teilnehmer trug ein Lied vor, wonach die Zuschauer per Televoting sechs von ihnen ins Finale wählten.
In der Show trug die Gewinnerin des Vorjahrs Malou Lovis ihren Song Twenty-Five vor.
Farblegende
| Coach             | Auftritt | Kandidat             | Song                                                      |
| ----------------- | -------- | -------------------- | --------------------------------------------------------- |
| Samu Haber        | 1        | Jennifer Lynn        | Easy on Me von Adele                                      |
| Yvonne Catterfeld | 2        | Gian Carlos Navea    | Leave a Light On von Tom Walker                           |
| Mark Forster      | 3        | Kathrin German       | Against All Odds (Take a Look at Me Now) von Phil Collins |
| Kamrad            | 4        | Nico Klemm           | Without Me von Eminem                                     |
| Yvonne Catterfeld | 5        | Kadischa Weiß        | Listen von Beyoncé                                        |
| Samu Haber        | 6        | Iman Rashay          | The Emptiness Machine von Linkin Park                     |
| Kamrad            | 7        | Ingrid Arthur        | Purple Rain von Prince                                    |
| Samu Haber        | 8        | Loulia Esteves       | Mercy von Duffy                                           |
| Yvonne Catterfeld | 9        | Sebastian Zappel     | Control von Zoe Wees                                      |
| Yvonne Catterfeld | 10       | Gabriela Kyeremateng | You Don’t Own Me von Lesley Gore                          |
| Mark Forster      | 11       | Jenny Hohlbauch      | Wenn du mich lässt von Lea                                |
| Samu Haber        | 12       | Emily Rose König     | Piece by Piece von Kelly Clarkson                         |

### Zweite Liveshow (Finale)
Die zweite Liveshow, das Finale, fand am 6. Dezember 2024 statt. Jeder Finalteilnehmer sang einen neuen Song, und jeder Coach trug mit seinen Kandidaten einen weiteren Song vor.
Zu Beginn der Show trug David Garrett zusammen mit den sechs Finalisten ein Medley aus Survivor, Shape of You, Blinding Lights und Titanium vor. Später sangen Ingrid Arthur, Kathrin German und Jennifer Lynn zusammen mit Ray Dalton dessen Song Thee Unknown. Ferner trugen Sebastian Zappel, Jenny Hohlbauch und Emily Rose König zusammen mit Calum Scott dessen Song Roots vor.
Die Televoting-Abstimmung über die sechs Kandidaten gewann Jennifer Lynn mit einem Ergebnis von mehr als 29 Prozent.
| Rang | Coach             | Kandidat         | Auftritt | Songs           | Songs                                                      | Televoting |
| ---- | ----------------- | ---------------- | -------- | --------------- | ---------------------------------------------------------- | ---------- |
| 1.   | Samu Haber        | Jennifer Lynn    | 3        | Duett mit Coach | Another Love von Tom Odell                                 | 29,49 %    |
| 1.   | Samu Haber        | Jennifer Lynn    | 10       | neuer Song      | Light the Sky                                              | 29,49 %    |
|      |                   |                  |          |                 |                                                            |            |
| 2.   | Mark Forster      | Jenny Hohlbauch  | 7        | Duett mit Coach | Du trägst keine Liebe in dir von Echt                      | 18,77 %    |
| 2.   | Mark Forster      | Jenny Hohlbauch  | 5        | neuer Song      | Vergessen mein Herz zu brechen                             | 18,77 %    |
|      |                   |                  |          |                 |                                                            |            |
| 3.   | Yvonne Catterfeld | Sebastian Zappel | 4        | Duett mit Coach | FourFiveSeconds von Rihanna, Kanye West und Paul McCartney | 14,98 %    |
| 3.   | Yvonne Catterfeld | Sebastian Zappel | 6        | neuer Song      | Pretty Things                                              | 14,98 %    |
|      |                   |                  |          |                 |                                                            |            |
| 4.   | Samu Haber        | Emily Rose König | 3        | Duett mit Coach | Another Love von Tom Odell                                 | 14,53 %    |
| 4.   | Samu Haber        | Emily Rose König | 8        | neuer Song      | Last Girl Standing                                         | 14,53 %    |
|      |                   |                  |          |                 |                                                            |            |
| 5.   | Mark Forster      | Kathrin German   | 7        | Duett mit Coach | Du trägst keine Liebe in dir von Echt                      | 14,06 %    |
| 5.   | Mark Forster      | Kathrin German   | 2        | neuer Song      | Another Forever                                            | 14,06 %    |
|      |                   |                  |          |                 |                                                            |            |
| 6.   | Kamrad            | Ingrid Arthur    | 9        | Duett mit Coach | One von U2                                                 | 8,17 %     |
| 6.   | Kamrad            | Ingrid Arthur    | 1        | neuer Song      | I Got More                                                 | 8,17 %     |

## Einschaltquoten
| Folge | Sendung         | Sender    | Datum                  | Zuschauer | Zuschauer       | Marktanteil | Marktanteil     |
| Folge | Sendung         | Sender    | Datum                  | Gesamt    | 14 bis 49 Jahre | Gesamt      | 14 bis 49 Jahre |
| ----- | --------------- | --------- | ---------------------- | --------- | --------------- | ----------- | --------------- |
| 01    | Blind Auditions | ProSieben | Do, 26. September 2024 | 1,34 Mio. | 0,44 Mio.       | 6,3 %       | 10,3 %          |
| 02    | Blind Auditions | Sat.1     | Fr, 27. September 2024 | 1,57 Mio. | 0,47 Mio.       | 7,3 %       | 11,1 %          |
| 03    | Blind Auditions | ProSieben | Do, 3. Oktober 2024    | 1,51 Mio. | 0,48 Mio.       | 6,4 %       | 9,5 %           |
| 04    | Blind Auditions | Sat.1     | Fr, 4. Oktober 2024    | 1,70 Mio. | 0,44 Mio.       | 7,9 %       | 10,5 %          |
| 05    | Blind Auditions | ProSieben | Mi, 9. Oktober 2024    | 1,37 Mio. | 0,46 Mio.       | 6,3 %       | 10,7 %          |
| 06    | Blind Auditions | Sat.1     | Fr, 11. Oktober 2024   | 1,76 Mio. | 0,49 Mio.       | 7,3 %       | 10,0 %          |
| 07    | Blind Auditions | ProSieben | Do, 17. Oktober 2024   | 1,40 Mio. | 0,41 Mio.       | 6,4 %       | 9,6 %           |
| 08    | Blind Auditions | Sat.1     | Fr, 18. Oktober 2024   | 1,71 Mio. | 0,45 Mio.       | 7,7 %       | 10,5 %          |
| 09    | Battles         | ProSieben | Do, 24. Oktober 2024   | 1,24 Mio. | 0,37 Mio.       | 5,8 %       | 8,8 %           |
| 10    | Battles         | Sat.1     | Fr, 25. Oktober 2024   | 1,43 Mio. | 0,42 Mio.       | 6,4 %       | 9,6 %           |
| 11    | Battles         | ProSieben | Do, 31. Oktober 2024   | 1,13 Mio. | 0,29 Mio.       | 5,1 %       | 8,3 %           |
| 12    | Battles         | Sat.1     | Fr, 1. November 2024   | 1,46 Mio. | 0,35 Mio.       | 6,4 %       | 7,9 %           |
| 13    | Teamfights      | Sat.1     | Fr, 8. November 2024   | 1,47 Mio. | 0,42 Mio.       | 6,5 %       | 9,4 %           |
| 14    | Teamfights      | Sat.1     | Fr, 15. November 2024  | 1,44 Mio. | 0,45 Mio.       | 6,4 %       | 10,6 %          |
| 15    | Teamfights      | Sat.1     | Fr, 22. November 2024  | 1,38 Mio. | 0,43 Mio.       | 6,0 %       | 9,6 %           |
| 16    | Liveshows       | Sat.1     | Fr, 29. November 2024  | 1,29 Mio. | 0,41 Mio.       | 6,6 %       | 10,8 %          |
| 17    | Liveshows       | Sat.1     | Fr, 6. Dezember 2024   | 1,36 Mio. | 0,36 Mio.       | 6,7 %       | 8,9 %           |